# 维拉诺瓦
维拉诺瓦（法語：Villanova，法語發音：[vilanɔva]）是法国南科西嘉省的一个市镇，属于阿雅克肖区。

## 地理
维拉诺瓦（41°57'34"N, 8°40'4"E）面积11.25 平方千米，位于法国南科西嘉省，该省份位于科西嘉南部，后者为地中海西部的一座岛屿，也是法国的一个单一领土集体，位于法国大陆部分的东南面，意大利半島的西面，最临近的地块是撒丁岛。
与维拉诺瓦接壤的市镇（或旧市镇、城区）包括：阿雅克肖、阿拉塔。

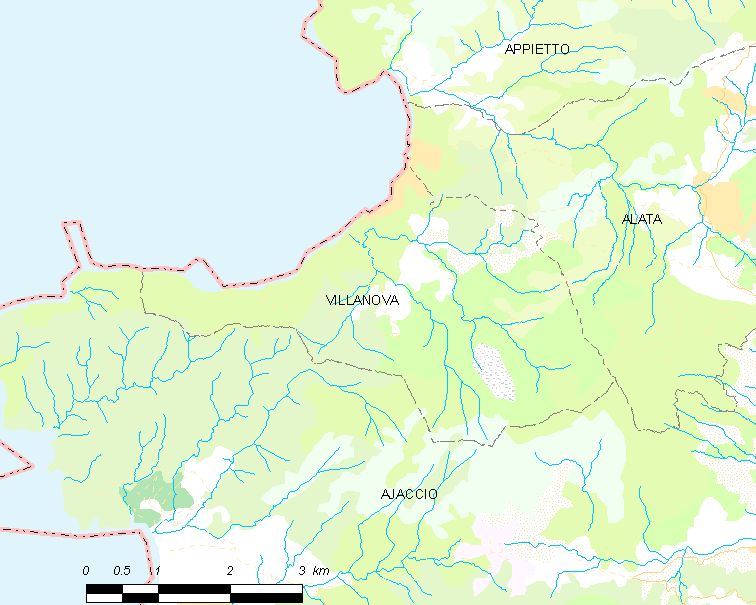
维拉诺瓦的OSM定位图

维拉诺瓦的时区为UTC+01:00、UTC+02:00（夏令时）。

## 行政
维拉诺瓦的邮政编码为20167，INSEE市镇编码为2A351。

## 政治
维拉诺瓦所属的省级选区为阿雅克肖第五县。

## 人口

1962-2008年间维拉诺瓦人口变化图示

维拉诺瓦于2022年1月1日时的人口数量为397人。